# Коту-ду-Моштейру
Коту-ду-Моштейру (порт. Couto do Mosteiro)  —  район (фрегезия) в Португалии,  входит в округ Визеу. Является составной частью муниципалитета  Санта-Комба-Дан. Находится в составе крупной городской агломерации Большое Визеу. По старому административному делению входил в провинцию Бейра-Алта. Входит в экономико-статистический  субрегион Дан-Лафойнш, который входит в Центральный регион. Население составляет 1275 человек на 2001 год. Занимает площадь 15,90 км².
Покровителем района считается Санта-Колумба (порт. Santa Columba). 